# Kuflik cytrynowy
Kuflik cytrynowy (Melaleuca citrina) – gatunek rośliny należący do rodziny mirtowatych. Pochodzi ze wschodniej Australii. Strefy mrozoodporności: 8-11.

## Morfologia
PokrójKrzew lub niewielkie drzewo o wysokości do 12 m, gałęzie często przewieszone.
LiścieNaprzemianległe, bardzo wąskie i sztywne, do 10 cm długości, po roztarciu pachnące cytryną.
KwiatyJaskrawoczerwone, zebrane na końcach pędów w kwiatostany o długości do 10 cm, przypominające szczotkę do mycia butelek, stąd nazwy zwyczajowe typu "bottle brush". Bardzo liczne pręciki z długimi, czerwonymi nitkami pręcikowymi i żółtymi pylnikami.
OwoceUrnowate, drewniejące, do 1 cm wielkości.

## Biologia i ekologia
Kuflik cytrynowy jest pirofitem. Naturalnym środowiskiem jest tzw. scrub, na który składają się głównie suche zarośla, cyklicznie niszczone przez pożary. Ponieważ liście kuflika zawierają wiele olejków eterycznych, palą się wybuchowo, pochłaniając tlen. W rezultacie gałęzie wychodzą z pożaru niemal nieuszkodzone, a młode siewki mają po pożarze buszu mniejszą konkurencję.

## Zastosowanie
- Wykorzystywana jako roślina ozdobna, także doniczkowa. Nadaje się do nasadzeń na wybrzeżu, odmiana karłowata "Little John" wykorzystywana na żywoploty.